# Kastrup BK
El Kastrup BK es un equipo de fútbol de Dinamarca que juega en la Liga Amateur de Dinamarca, la quinta liga de fútbol más importante del país.

## Historia
Fue fundado el 4 de mayo de 1933 en la ciudad de Kastrup con el nombre Funkis BK hasta que en 1941 cambiaron a su nombre actual.
Su mayor logro ha sido participar en la Copa Intertoto 1980, en la que quedó de tercero en su grupo, aparte de que han jugado en 9 temporadas en la Superliga danesa, aunque no lo hacen desde 1987.
En el año 2002 se fusionaron con el Tarnby BK, pero se retiró de la fusión para ser un equipo independiente en 2006 y para el 2011 hicieron un convenio con el FC Twente.

## Participación en competiciones internacionales
- Copa Intertoto: 1 aparición

1980 - 3º Lugar Grupo 2

## Jugadores destacados
- Jan Heintze